# دارن باربر
دارن باربر (انگلیسی: Darren Barber؛ زادهٔ ۲۶ دسامبر ۱۹۶۸) قایقران روئینگ اهل کانادا بود.